# Мурзенко, Константин Владиславович
Константи́н Владисла́вович Мурзе́нко (род. 26 ноября 1969, Ленинград) — российский киноактёр, кинорежиссёр и сценарист.

## Биография
Учился в медицинском училище, на факультете журналистики Санкт-Петербургского государственного университета. Работал фельдшером на станции «Скорой помощи», ассистентом режиссёра на ЛСДФ, редактором, режиссёром и диджеем на радио, тележурналистом, писал статьи о кино в газеты и журналы.
По его сценариям сняты фильмы «Жёсткое время» (1997), «Мама, не горюй» (1997), «Тело будет предано земле, а старший мичман будет петь» (1998). Автор сюжета фильма «Упырь» (1997). Как актёр приобрёл популярность после небольшой роли Фашиста в фильме «Брат 2» (2000). В 2001 году дебютировал как режиссёр, сняв по собственному сценарию фильм «Апрель».

## Фильмография

### Актёрские работы
- 2000 — Брат 2 — «Фашист», чёрный копатель
- 2002 — Небо. Самолёт. Девушка — бармен Ваня
- 2003 — В движении — мужик с портфелем
- 2003 — Теория запоя — сантехник (в эпизоде)
- 2003 — Как бы не так — Гоша
- 2003 — Убойная сила 5 — путешественник Тимофей Пастухов
- 2004 — Богиня: как я полюбила — следователь Егоров (Ягуаров)
- 2004 — 4 — Марат
- 2004 — Ночной Дозор — человек в метро (эпизод)
- 2005 — Ночной продавец — покупатель водки
- 2005 — Мама не горюй-2 — крупье
- 2006 — Девять месяцев
- 2007 — Ирония судьбы. Продолжение — старший сержант Быков
- 2008 — Безумный ноябрь — экстремал
- 2008 — Татьяна
- 2009 — Стерва для чемпиона — помощник Хоркина (переводчик)
- 2010 — Варенье из сакуры — ремонтник
- 2011 — Самка — охотник
- 2012 — Самоубийцы — Иван Рудольфович
- 2012 — Свидание
- 2012 — Джентльмены, удачи! — «Клешня», вор, работающий на заводе
- 2013 — Тяжёлый случай — сосед Михаила Иосифовича
- 2013 — Кукушечка — Лёньчик
- 2014 — Горько! 2 — князь
- 2014 — Гена Бетон — продавец в киоске
- 2015 — Приличные люди — случайный проходимец
- 2015 — Безопасность — бомж Константин
- 2015 — Временно недоступен — егерь Коля
- 2015 — Посредник — Степан Сизов
- 2015 — Реальные пацаны — сумасшедший охранник
- 2016 — Ольга — монах
- 2016 — Гостиница «Россия»
- 2016 — Следователь Тихонов — «Сайрус» (Юра), хиппи в баре кафе «Лира»
- 2017 — Блокбастер — ночной дежурный
- 2017 — Территория — судмедэксперт
- 2018 — Проводник — «Хирург», патологоанатом
- 2018 — Качели — «Помазок»
- 2018 — Мажор 3 — Николай Фёдорович
- 2019 — Тварь — следователь Егоров
- 2019 — Я вернулся
- 2020 — Последний министр — отец Виталий / сотрудник ДеПО (первый сезон, шестая и пятнадцатая серии; второй сезон, четвёртая и девятая серии)
- 2020 — Проект «Анна Николаевна» — грибник
- 2020 — Хороший человек — Мокуша, таксист
- 2020 — Северная звезда — Шмидт, уголовник
- 2021 — БУМЕРанг — Антоныч
- 2021 — Вне себя — смотритель кладбища
- 2021 — Бендер: Последняя афера ― мим
- 2021 — Добро пожаловать в семью ― шериф
- 2023 — Король и Шут — человек на кладбище
- 2024 — Прелесть — начальник полиции
- 2024 — Любви не бывает? — уролог

#### Участие в видеоклипах
- 2017 — Звезда по имени Солнце (видеоклип к юбилею Виктора Цоя) — дворник
- 2018 — «90» (видеоклип Монеточки) — водитель трамвая

### Режиссёрские работы
- 2001 — Апрель
- 2010 — 9 мая. Личное отношение (новелла «ДОТ»)
- 2011 — Сплит (телесериал)
- 2013 — Тяжёлый случай
- 2017 — Назад в 90-е (в производстве)

### Сценарист
- 1996 — Жёсткое время (совместно с М. Пежемским)
- 1997 — Упырь (совместно с С. Добротворским)
- 1997 — Мама, не горюй (совместно с М. Пежемским)
- 1998 — Тело будет предано земле, а старший мичман будет петь
- 2001 — Апрель
- 2003 — Киднеппинг (совместно с Е. Исаевой и А. Васениным)
- 2003 — Как бы не так (совместно с К. Афанасьевой и А. Лунгиным, по произведению Т. Поляковой)
- 2003 — Гололёд (совместно с М. Брашинским)
- 2003 — День хомячка (совместно с Ю. Патрениным, Н. Петровым и И. Трощенко)
- 2005 — Мама не горюй 2 (совместно с М. Пежемским)
- 2006 — Жесть (совместно с Д. Неймандом и Ю. Бахшиевым)
- 2007 — Красный жемчуг любви (совместно с Э. Чаландзия, Е. Антиповой и О. Столповской; сценарий фильма был написан в 1998 году)
- 2009 — Антикиллер Д. К. (совместно с Д. Неймандом, М. Ефремовым, С. Ростоцким, И. Охлобыстиным, Г. Куценко, А. Малашкиным, Э. Салаватовым и Ю. Бахшиевым, по произведениям Д. Корецкого)
- 2009 — Марцефаль (совместно с С. Добротворским; сценарий фильма был написан в 1998 году, а премьера картины состоялась в 2012 году на кинофестивале «Амурская осень»)
- 2010 — Золотое сечение (совместно с С. Дебижевым)
- 2010 — 9 мая. Личное отношение (новелла «ДОТ»)
- 2014 — Гена Бетон (совместно с А. Кивиновым, Р. Качановым и А. Редозубовым, по произведению А. Кивинова; сценарий фильма был написан в 2008 году)
- 2017 — Назад в 90-е (в производстве)
- 2022 — Волны (совместно с М. Брашинским)

#### Нереализованные сценарии
- Слепой и мёртвый (совместно с Ю. Коротковым) (1999)
- Москва вампирская (совместно с Р. Литвиновой, по произведениям С. Лукьяненко) (2000)

## Призы и награды
- 2002 — МКФ в Берлине — участие в программе «Forum» (фильм «Апрель»).